# Председник Владе Републике Албаније
Председник Владе Албаније је шеф извршне власти у Албанији.

## Списак
- Енвер Хоџа (Enver Hoxha) (1944—1954)
- Мехмет Шеху (Mehmet Shehu) (1954—1981)
- Адил Чарчани (Adil Çarçani) (1982—1991)
- Фатос Нано (Fatos Nano) (1991)
- Или Буфи (Ylli Bufi) (1991)
- Вилсон Ахмети (Vilson Ahmeti) (1991—1992)
- Александер Мекси (Aleksander Meksi) (1992—1997)
- Башким Фино (Bashkim Fino) (1997)
- Фатос Нано (1997—1998)
- Пандели Мајко (Pandeli Majko) (1998—1999)
- Илир Мета (Ilir Meta) (1999—2002)
- Пандели Мајко (2. пут) (2002)
- Фатос Нано (2002—2005)
- Сали Бериша (Sali Berisha) (2005—2013)
- Еди Рама (од 2013)